# AVH: Alien vs. Hunter
AVH: Alien vs. Hunter è un film di fantascienza del 2007 diretto da Scott Harper. Si tratta di un mockbuster prodotto dalla The Asylum, casa di produzione cinematografica specializzata in film a basso costo.

## Trama
Il giornalista Lee Custler e lo sceriffo Joel Armstrong avvistano un oggetto volante atterrare poco lontano da loro. I due, avvicinandosi all'oggetto, scoprono che si tratta di un'astronave, dal quale esce un alieno, che uccide Armstrong mentre Lee riesce a sfuggirgli. L'alieno inizia a spostarsi, uccidendo tutte le persone che incontra. In una caffetteria, intanto, Lee incontra un gruppo di ragazzi; l'alieno irrompe nella caffetteria, e Lee, insieme al gruppo di ragazzi, decide di rifugiarsi nei boschi. Qui incontrano un cacciatore robotico, che sta dando la caccia alla creatura spaziale giunta sulla Terra. Lee e gli altri, mentre continuano a fuggire, vengono attaccati sia dall'alieno che dal cacciatore. Alla fine i sopravvissuti riusciranno a uccidere l'alieno, mentre il cacciatore lascia la Terra. Sulla sua astronave il robot, togliendosi la sua maschera, si rivela essere un umano, svelando quindi che il pianeta su cui era stato non era la Terra ma un pianeta simile.

## Produzione
Il film fu prodotto dalla The Asylum con un budget stimato in 500.000 dollari. Il film è un mockbuster di Alien vs. Predator 2.

## Distribuzione
Il film è stato distribuito solo come home video, in esclusiva per il mercato statunitense, il 17 dicembre 2007.